# Basawan

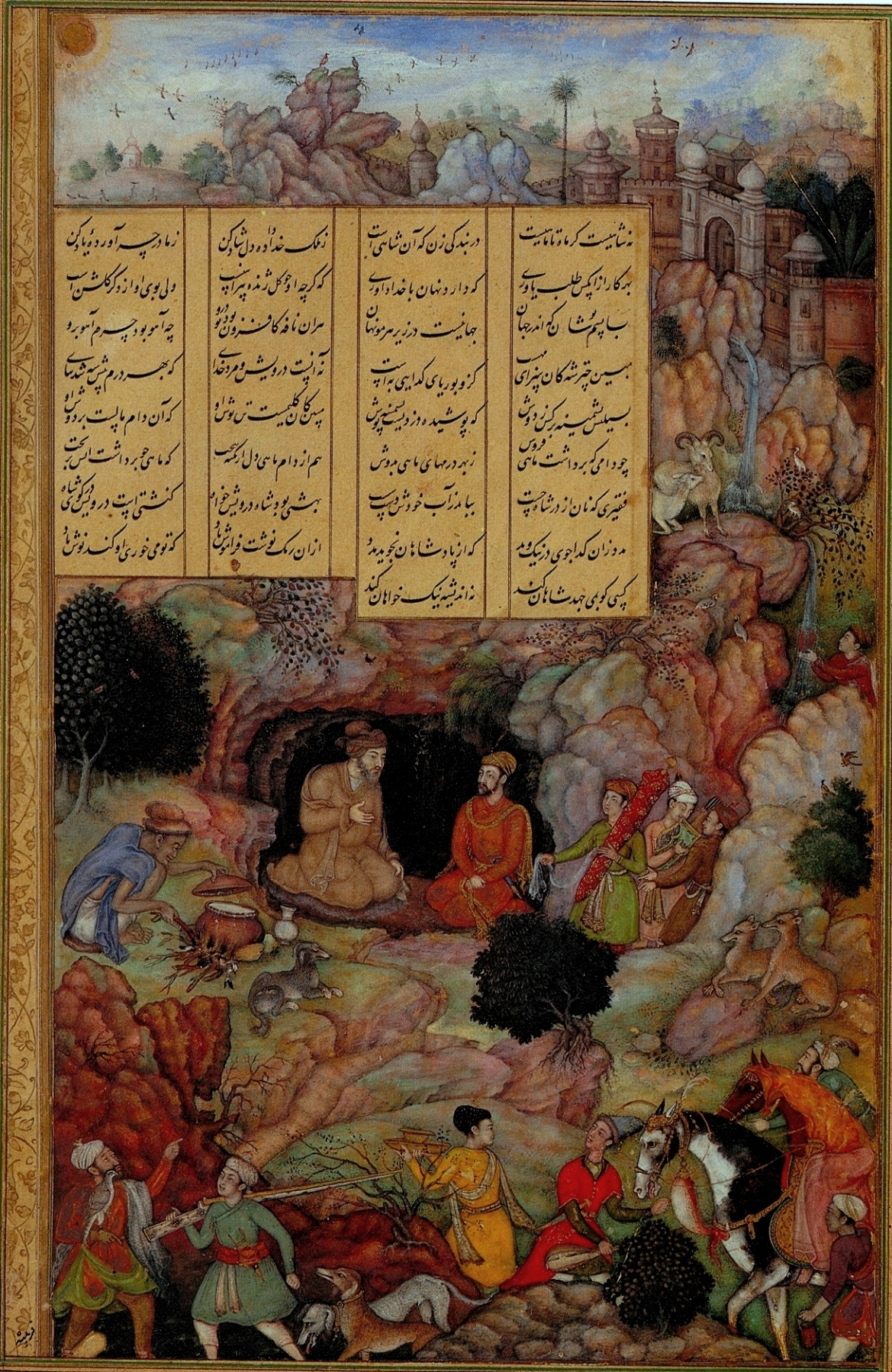
Iskandar (Alexander der Große) besucht den Weisen Platon. Basawan zugeschriebene Miniatur zu einer Handschrift von Amir Chusrau Chamsa, Lahore, datiert 1597/98

Basawan (auch Basavan, Basavana, Baswan; * unbekannt; † nach 1600) war ein in der zweiten Hälfte des 16. Jahrhunderts tätiger indischer Miniaturmaler der Mogulschule. Er stammte aus einer hinduistischen Familie. Zunächst Schüler des persischstämmigen Meisters Abd as-Samad an der Malerschule des Mogulkaisers Akbar I. (reg. 1556 bis 1605), stieg er später selbst zu einem der führenden Künstler an Akbars Hof auf. Nach dem Tode des Malers Daswanth 1585 übernahm er die Leitung des kaiserlichen Ateliers. Sein eigenes Sterbedatum ist unbekannt. Ab etwa 1600 erschien sein Name nicht mehr auf den Randinschriften mogulischer Miniaturen. Basawan war der Vater des Miniaturmalers Manohar.
Basawan schuf zahlreiche Illustrationen zu persischen Handschriften, aber auch Einzelblätter. Zu seinen wichtigsten Frühwerken zählen Miniaturen für die auch als „Papageienbuch“ bekannte persische Geschichtensammlung Tutinama, den Abenteuerroman Hamzanama und das zum persischen Königsepos Shahnama gehörige Dārāb-nāma. Das früheste Kolophonportrait in der mogulzeitlichen Malerei in einem Gulistān von Saʿdī (RAS Persian 258) stammt sehr wahrscheinlich ebenfalls von ihm. Eine eindeutige Zuordnung einzelner Werke zu Basawan ist oft nicht möglich, da zur Zeit Akbars viele Miniaturen als Gemeinschaftsarbeiten ausgeführt wurden, für welche Basawan vor allem Entwürfe und Umrisszeichnungen anfertigte. Den Höhepunkt seines Schaffens erreichte er in den 1580er Jahren. Sein verfeinerter Spätstil (unter anderem Miniaturen zu den Herrscherchroniken Baburnama und Victoria-and-Albert-Akbar-nāma) zeichnet sich durch eine sehr genaue Beobachtung der Natur, insbesondere von Tieren in ihrer natürlichen Umgebung, aus. Prägend auf die spätere Entwicklung der Mogulmalerei unter Akbars Nachfolger Jahangir (reg. 1605 bis 1627) wirkten seine Porträts bedeutender historischer und zeitgenössischer Persönlichkeiten, die er meist im Dreiviertel- oder Ganzprofil darstellte. Basawans Werke wirken plastischer und räumlicher als die anderer Künstler seiner Zeit. Auch in dieser Hinsicht greifen sie dem realistischeren Stil der Jahangir-Zeit vor. Es sind Einflüsse aus der europäischen Kunst erkennbar, die bereits zu Beginn der zweiten Hälfte des 16. Jahrhunderts – also noch vor der Entsendung einer portugiesischen Jesuitenmission an den Hof Akbars im Jahre 1580 – hauptsächlich in Form von Grafiken und Stichen Indien erreichte und am Mogulhofe eine gewisse Wertschätzung erfuhr. So dienten europäische Grafiken vermutlich schon den um 1560 entstanden Illustrationen Basawans zum Tutinama als Vorbilder.

## Quelle
- Günter Meißner (Begr.): Allgemeines Künstlerlexikon (Band 7: Barbieri – Bayona). K. G. Saur Verlag, München 1993, ISBN 3-598-22747-7.